# ウィリアム・ヴェイン (初代ヴェイン子爵)
初代ヴェイン子爵ウィリアム・ヴェイン（英語: William Vane, 1st Viscount Vane、1682年2月17日（洗礼日） – 1734年5月20日）は、グレートブリテン王国の政治家。ホイッグ党所属。

## 生涯
初代バーナード男爵クリストファー・ヴェインとエリザベス・ホリス（Elizabeth Holles、1657年頃 – 1725年11月9日、第3代クレア伯爵ギルバート・ホリスの娘）の次男として生まれ、1682年2月17日に洗礼を受けた。
1708年イギリス総選挙でカウンティ・ダラム選挙区から出馬して当選、ホイッグ党の一員として行動した。しかし1710年イギリス総選挙では後ろ盾たる父が次男を出馬させないよう説得されたため、それに従い出馬せず庶民院議員を退任した。
1720年10月13日、ヴェイン子爵とダンガノンのヴェイン男爵（いずれもアイルランド貴族）に叙された。1723年に父が死去した後、1727年イギリス総選挙でステニング選挙区から出馬して当選したが、今度は野党側で投票した。その後、1734年イギリス総選挙で再選を目指したものの落選、同年5月15日にケント選挙区で当選を果たしたが、5日後にあたる1734年5月20日に卒中で急死、息子ウィリアム・ホリスが爵位を継承した。

## 家族
1703年11月15日、ルーシー・ジョリフ（Lucy Joliffe、1742年3月27日没、サー・ウィリアム・ジョリフの娘）と結婚、3男を儲けた（うち2人は初代ヴェイン子爵に先だって死去した）。
- ウィリアム・ホリス（1714年 – 1789年） - 第2代ヴェイン子爵

初代ヴェイン子爵の父は1703年春に2人の結婚を計画していたが、そのときはフェアローン（Fairlawn）、ケント、ダラムの領地を譲り、初代ヴェイン子爵に年500ポンドの収入を、ルーシーに年100ポンドの収入を確保したが、2人が結婚した後は約束を反故にしてフェアローンを譲らなかった。ことは貴族院に持ち込まれることとなり、当初の約束通りの裁定が下されたため、ヴェイン子爵がフェアローンを保持した。